# Слава (телесериал, 1982)
Слава (англ. Fame) — американский телесериал, выходивший на канале NBC в период между 1982 и 1987 годами. За это время было снято шесть сезонов, включающих в себя 136 серий. Шоу было основано на одноименном кинофильме 1980 года. Шоу рассказывало о жизни студентов и преподавателей средней школы искусств в Нью-Йорке.
Fame имел успех среди критиков, но никогда не достигал рейтинговых высот в США. Наибольшую популярность сериал приобрел в Великобритании, где он доминировал в рейтингах во время показа.
Хотя сериал и не достиг широкого успеха, он выиграл ряд наград. В общей сложности в копилке шоу 38 номинаций на главную телепремию «Эмми», в том числе и девять побед. Сериал также выиграл две премии «Золотой глобус» в категории «за лучший телевизионный сериал — комедия или мюзикл»: в 1983 и 1984 годах, а Дебби Аллен выиграла награду в 1984 году в категории Премия «Золотой глобус» за лучшую женскую роль в телевизионном сериале — комедия или мюзикл.